# Zanthoxylum kellermanii
Zanthoxylum kellermanii es una especie de árbol perteneciente a la familia de las rutáceas.

## Descripción
Es un árbol que alcanza un tamaño de 10–25 m de alto, con troncos y ramas armados con acúleos, ocasionalmente con las ramitas con espinas. Las hojas son alternas e imparipinnadas o paripinnadas, de 24-46 cm de largo, raquis terete, de 2-3 mm de ancho;  folíolos 9-15. Las inflorescencias en panículas subterminales y axilares, de 24-30 cm de largo. Las semillas de 4 mm de largo.

## Distribución y hábitat
Es una especie poco frecuente, se encuentra en los bosques húmedos, en las zonas norcentral y atlántica; a una altitud de 50–700 metros, desde el sur de México a Perú. 

## Taxonomía
Zanthoxylum kellermanii fue descrita por Percy Wilson y publicado en North American Flora 25(3): 195, en el año 1911.